# 청주서부소방서
청주서부소방서(淸州西部消防署, Cheongju Seobu Fire Station)는 충청북도 청주시 흥덕구, 서원구를 관할하는 충청북도 소방본부 소속의 소방서이다.
소방서장은 소방정으로 보한다.

## 조직
| - 소방행정과 - 소방행정팀 - 예산장비팀 | - 대응구조구급과 - 대응구조구급팀 - 지휘조사팀 | - 예방안전과 - 예방안전팀 - 민원지도팀 |

## 관할센터 및 관할구역
청주서부소방서는 6개의 119안전센터와 1개의 구조대를 산하에 두고 있다.
| 명칭                     | 사진 | 주소                           | 관할구역                                                    | 지역대                            |
| ------------------------ | ---- | ------------------------------ | ----------------------------------------------------------- | --------------------------------- |
| 가경119안전센터          |      | 흥덕구 가경로 143              | 흥덕구 가경동, 복대2동, 강서1동 일부, 서원구 성화개신죽림동 |                                   |
| 복대119안전센터          |      | 흥덕구 공단로 92               | 흥덕구 복대1동, 봉명1동, 봉명2송정동, 강서2동, 강서1동 일부 |                                   |
| 산남119안전센터          |      | 서원구 산미로 70               | 서원구 모충동, 수곡1·2동, 산남동, 분평동                    |                                   |
| 사직119안전센터          |      | 서원구 사직대로 229            | 서원구 사직1·2동, 사창동, 운천신봉동                        |                                   |
| 남이119안전센터          |      | 서원구 남이면 척산길 7-8       | 서원구 남이면, 현도면                                       | 현도119지역대(폐쇄)               |
| 오송119안전센터          |      | 청원구 오송읍 오송생명3로 71-5 | 흥덕구 오송읍, 강내면, 옥산면                               | 옥산119지역대 강내119지역대(폐쇄) |
| 청주서부소방서 119구조대 |      | 흥덕구 가경로 143              | 충청북도 청주시 흥덕구, 서원구 일부                         |                                   |

## 같이 보기
- 대한민국 소방청
- 대한민국의 소방
- 소방관 계급